# 宇都宮民のビューティフルモーニング
『宇都宮民のビューティフルモーニング』（うつのみやたみのビューティフルモーニング）は、2004年から2008年9月28日まで南海放送で放送されていたラジオ番組である。パーソナリティは、元南海放送アナウンサーの宇都宮民が務めていた。
年に数回ほど寺尾英子が宇都宮に代わって出演することがあり、その際には番組タイトルも『寺尾英子のビューティフルモーニング』に変更された。他に、山下泰則が代理パーソナリティを務めたこともある。

## タイムテーブル
番組終了時点での放送時間は毎週日曜 8:00 - 12:00 （日本標準時）。データは、番組公式ブログに記載されていたタイムテーブルからの参考。
- 08:00 オープニング
- 08:05 録音風物誌
- 08:20 イベント情報
- 08:25 ちょっと森林のはなし
- 08:40 おはよう!ニッポン全国消防団
- 08:55 愛媛新聞ニュース
- 09:00 朋江かあさんの素敵にひめ美じん
- 09:15 ザ・VOICE
- 09:45 週刊さわやか愛媛
- 09:55 愛媛新聞ニュース
- 10:00 加戸さんの今日もあなたと
- 10:15 れっつごー永田町
- 10:30 日曜はエコしょ!
- 10:55 愛媛新聞ニュース
- 11:00 めぐり逢った人
- 11:30 愛媛新聞ニュース
- 11:35 ラジオエッセイ〜くめさんの空〜
- 11:55 愛媛新聞ニュース
- 11:59 エンディング

## コーナー
加戸さんの今日もあなたと
愛媛県知事の加戸守行が出演し、宇都宮からのインタビューに答えていたコーナー。選挙期間中にはコーナーを休止していた。
れっつごー永田町
衆議院議員で元内閣官房長官の塩崎恭久（愛媛1区）が出演し、政治や経済について解説していたコーナー。塩崎が直接スタジオを訪れる回もあれば、電話での出演となる回もあった。上記同様、選挙期間中にはコーナーを休止していた。